# Superpuchar Białorusi w piłce siatkowej mężczyzn (2022)
Superpuchar Białorusi w piłce siatkowej mężczyzn 2022 – szósta edycja rozgrywek o Superpuchar Białorusi zorganizowana przez Białoruski Związek Piłki Siatkowej, rozegrana 28 września 2022 roku w Pałacu Sportu "Uruczje" w Mińsku.
W meczu o Superpuchar udział wzięły dwa kluby: mistrz i zdobywca Pucharu Białorusi w sezonie 2022/2022 – Szachcior Soligorsk oraz zdobywca Superpucharu Białorusi 2021 – Stroitiel Mińsk.
Po raz czwarty zdobywcą Superpucharu Białorusi został klub Szachcior Soligorsk. Najlepszym zawodnikiem spotkania wybrany został Arciom Maśko.

## Drużyny uczestniczące
| Drużyna             | Osiągnięcia w sezonie 2021/2022 |
| ------------------- | ------------------------------- |
| Szachcior Soligorsk | mistrzostwo Białorusi           |
| Stroitiel Mińsk     | zdobycie Superpucharu           |

## Mecz
Środa, 28 września 2022 – 17:00 (UTC+3) • Pałac Sportu "Uruczje", Mińsk
Widzów: brak danych
Czas trwania meczu: 138 minuty
| Szachcior Soligorsk | 3:2                                        | Stroitiel Mińsk |
|                     | (21:25, 23:25, 25:17, 25:21, 15:12) raport |                 |

| Poz.                 | Nr | Zawodnik               | 1        | 2        | 3        | 4        | 5        | Pkt |
| -------------------- | -- | ---------------------- | -------- | -------- | -------- | -------- | -------- | --- |
| A                    | 2  | Pawieł Audoczanka      | 8 pięć   | 7 cztery | 8 pięć   | 7 cztery | 7 cztery | 15  |
| Ś                    | 11 | Uładzisłau Łoszakou    | 4 jeden  |          |          | 4 pusty  | 4 pusty  | 1   |
| P                    | 14 | Andriej Marczenko      | 6 trzy   | 5 dwa    |          | 2 zmiana | 4 pusty  | 5   |
| Ś                    | 15 | Kanstancin Panasienka  | 7 cztery | 6 trzy   | 7 cztery | 6 trzy   | 6 trzy   | 6   |
| R                    | 21 | Alaksiej Kurasz        | 5 dwa    | 4 jeden  | 5 dwa    | 4 jeden  | 4 jeden  |     |
| P                    | 23 | Arciom Maśko           | 9 sześć  | 8 pięć   | 6 trzy   | 5 dwa    | 5 dwa    | 20  |
| L                    | 22 | Stanisłau Zabarouski   | L        | L        | L        | L        | L        |     |
| Zmiany               |    |                        |          |          |          |          |          |     |
| R                    | 9  | Iłla Hanczaruk         |          | 2 zmiana |          | 4 pusty  | 4 pusty  |     |
| Ś                    | 13 | Iłla Burau             | 2 zmiana | 9 sześć  | 4 jeden  | 9 sześć  | 9 sześć  | 4   |
| A                    | 16 | Stanisłau Kułahin      |          | 2 zmiana |          | 4 pusty  | 4 pusty  |     |
| P                    | 24 | Maksim Bahatka         | 2 zmiana | 2 zmiana | 9 sześć  | 8 pięć   | 8 pięć   | 17  |
| L                    | 10 | Uładzisłau Drapczynski |          |          |          | 4 pusty  | L        |     |
| Nie weszli na boisko |    |                        |          |          |          |          |          |     |
| P                    | 5  | Daniła Bołhau          |          |          |          | 4 pusty  | 4 pusty  |     |
| Ś                    | 8  | Alaksiej Kamar         |          |          |          | 4 pusty  | 4 pusty  |     |
| Trener               |    |                        |          |          |          |          |          |     |
| Wiktar Bieksza       |    |                        |          |          |          |          |          |     |

| Poz.                 | Nr | Zawodnik               | 1        | 2        | 3        | 4        | 5        | Pkt |
| -------------------- | -- | ---------------------- | -------- | -------- | -------- | -------- | -------- | --- |
| A                    | 2  | Nikita Kuleszow        | 7 cztery | 8 pięć   | 7 cztery | 8 pięć   | 8 pięć   | 20  |
| R                    | 4  | Nikita Marszawin       | 4 jeden  | 5 dwa    | 4 jeden  | 5 dwa    | 4 pusty  | 3   |
| Ś                    | 10 | Piotr Miniankou        | 6 trzy   | 7 cztery | 6 trzy   | 7 cztery | 7 cztery | 8   |
| Ś                    | 12 | Michaił Fiedorow       | 9 sześć  | 4 jeden  | 9 sześć  | 4 jeden  | 4 jeden  | 2   |
| P                    | 22 | Mikita Kanawałau       | 8 pięć   | 9 sześć  | 8 pięć   | 9 sześć  | 9 sześć  | 11  |
| P                    | 27 | Uładzisłau Czarnysz    | 5 dwa    | 6 trzy   | 5 dwa    | 6 trzy   | 6 trzy   | 19  |
| L                    | 1  | Alaksiej Ratucki       | L        | L        | L        | L        | L        |     |
| Zmiany               |    |                        |          |          |          |          |          |     |
| Ś                    | 7  | Raman Pasawiec         | 2 zmiana | 2 zmiana | 2 zmiana | 2 zmiana | 2 zmiana | 2   |
| A                    | 13 | Alaksiej Ilkiewicz     |          |          | 2 zmiana | 2 zmiana | 4 pusty  | 3   |
| P                    | 16 | Arsień Pałonski        | 2 zmiana | 2 zmiana |          | 4 pusty  | 2 zmiana |     |
| R                    | 30 | Uładzisłau Tamaszeuski |          |          | 2 zmiana | 2 zmiana | 5 dwa    | 2   |
| Nie weszli na boisko |    |                        |          |          |          |          |          |     |
| L                    | 3  | Iłla Łapata            |          |          |          | 4 pusty  | 4 pusty  |     |
| P                    | 11 | Iwan Korotajew         |          |          |          | 4 pusty  | 4 pusty  |     |
| Trener               |    |                        |          |          |          |          |          |     |
| Aleh Mikanowicz      |    |                        |          |          |          |          |          |     |

## Statystyki meczowe
| SZA | STATYSTYKI        | STR |
| 109 | MAŁE PUNKTY       | 100 |
| 54  | ATAK              | 55  |
| 8   | BLOK              | 8   |
| 6   | SERWIS            | 7   |
| 41  | BŁĘDY PRZECIWNIKA | 30  |

## Wyjściowe ustawienie drużyn
| Łoszakou Kurasz Marczenko Panasienka Audoczanka Maśko Zabarouski Marszawin Czarnysz Miniankou Kuleszow Kanawałau Fiedorow Ratucki |